# Nhà vệ sinh
Nhà vệ sinh (tiếng Anh: toilet room) là một căn phòng nhỏ riêng tư với thiết bị vệ sinh (bồn cầu) để đi tiểu và đại tiện thường có bồn rửa (chậu rửa) với xà phòng để rửa tay, vì điều này rất quan trọng đối với vấn đề vệ sinh cá nhân.

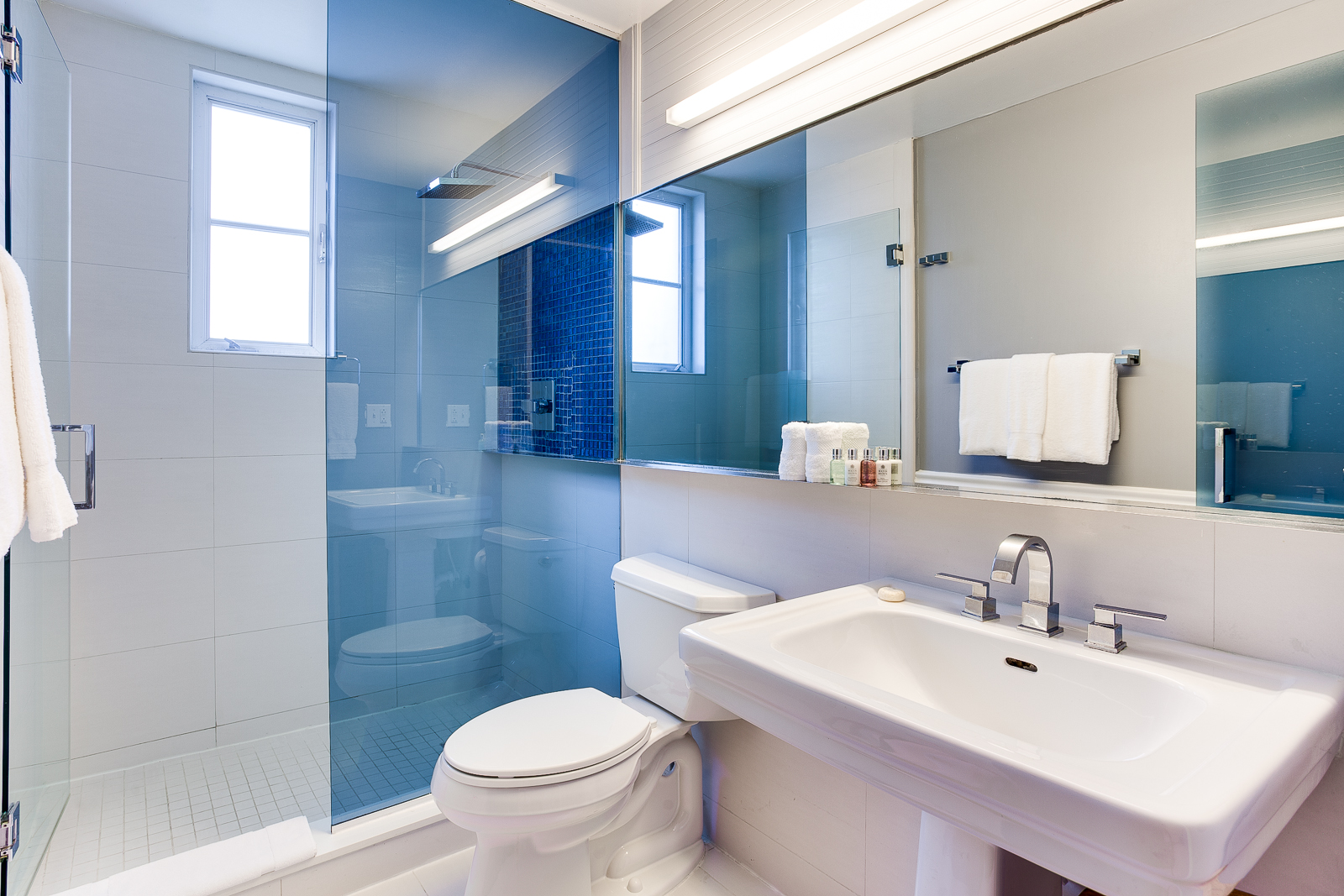
Một nhà vệ sinh điển hình ở nước ngoài

Loại phòng này được gọi "bathroom" trong tiếng Anh-Mỹ, "loo" trong tiếng Anh-Anh,  "washroom" tại Canada và nhiều tên gọi khác trên khắp thế giới.
Các địa điểm công cộng có phân chia nhà vệ sinh phi giới tính cho nam và nữ, hoặc nhà vệ sinh công cộng trung tính cho những người thuộc nhóm LGBT. Ngoài ra còn có các loại nhà vệ sinh khác nhau dành cho người khuyết tật, nhà vệ sinh bố mẹ và con cái được chia sẻ bởi cha mẹ và con cái.

## Tên gọi

### Khu vực Trung Quốc Đại lục
Thời cổ đại Trung Quốc, chỗ đi vệ sinh hầu hết nằm bên ngoài ngôi nhà, dùng những nơi tương tự và nối với với chuồng lợn. Thông thường chất thải được đào hố và che lấp bằng cỏ tranh ("mao thảo") nên gọi là mao khanh (hố phủ bằng cây cỏ gianh), mao phòng hay mao xí.
Trong thời kỳ tiền Tần và Hán-Ngụy, nhà vệ sinh được gọi là hành thanh. Thời nhà Tống nhà sư Tuyết Đậu Tăng (雪竇曾) từng dọn nhà vệ sinh trong chùa Linh Ẩn (靈隱寺) vì vậy nhà vệ sinh được gọi là tuyết ẩn (雪隱).

## Tên gọi tại Việt Nam
Ở một số vùng tại Việt Nam, người dân gọi nhà vệ sinh là cầu tõm. Danh từ này xuất phát từ thói quen của một số người dân thường ngồi trên một cầu tre bắc qua con mương để đại tiện.
Tại một số vùng, người ta lại gọi là nhà tiêu, cầu tiêu, hố xí, nhà xí, chuồng xí. "Xí" (chữ Hán phồn thể: 廁; giản thể: 厕, bính âm: cè) ở đây là từ Hán-Việt, chỉ nơi người ta đại tiểu tiện, tức nhà vệ sinh. Thời hiện đại có những tên gọi vay mượn chỉ về nó như toa-lét (toilet), vê kép xê (WC).

## Các kiểu nhà vệ sinh
- Nhà tiêu tự hoại
- Nhà tiêu hai ngăn

## Tình hình vệ sinh

### Trên thế giới
Hiện nay (2007) có khoảng 2,6 tỷ người trên thế giới không được tiếp cận nhà vệ sinh sạch sẽ. Liên hợp quốc hy vọng sẽ giảm con số này xuống còn một nửa vào năm 2015 như một phần Các mục tiêu Phát triển thiên niên kỷ đã đề ra.
Tổ chức từ thiện Anh WaterAid đã lập danh sách  các nước có trên 10 triệu người không được sử dụng nhà vệ sinh đúng tiêu chuẩn là Nga, România, Thổ Nhĩ Kỳ, México, Brasil, Ai Cập, Maroc và nhiều nước khác, trong đó Ấn Độ có 700 triệu người không được tiếp cận với nhà vệ sinh có hệ thống nước thải đúng quy cách.

### Ở Việt Nam
Qua một nghiên cứu điều tra trong năm 2006 do Bộ Y tế và UNICEF Việt Nam tiến hành, chỉ có khoảng 15.6% người được phỏng vấn thực hành rửa tay bằng xà phòng sau khi đi vệ sinh, chỉ có 18% hộ gia đình và khoảng 12% trường học ở nông thôn Việt Nam có nhà tiêu hợp vệ sinh theo tiêu chuẩn 08/2005/QĐ-BYT do Bộ Y tế ban hành. Trong khi đó, Chương Trình Mục Tiêu Quốc gia về Cấp Nước và Vệ Sinh Môi trường Nông thôn lần II cho giai đoạn 2006-2010 đề ra mục tiêu là đến năm 2010, 100% trường học và 70% các gia đình ở nông thôn Việt Nam có nhà tiêu hợp vệ sinh.
Theo điều tra của Cục Y tế dự phòng (Bộ Y tế) về hiện trạng các công trình vệ sinh tại 966 điểm trường tại vùng nông thôn Việt Nam: trong tổng số điểm trường điều tra chỉ có 72,7% số điểm trường có nhà tiêu và chỉ có khoảng 54% nhà tiêu thuộc loại hình hợp vệ sinh (trong đó chỉ có 11,7% nhà tiêu đạt tiêu chuẩn vệ sinh). Tỷ lệ điểm trường có nhà tiêu đạt tỷ lệ thấp nhất là khối mầm non: 52,4%. Khối mầm non cũng là khối có tỷ lệ điểm trường có nhà tiêu thuộc loại hình hợp vệ sinh thấp nhất (39,5%) việc giải quyết nhu cầu sinh lý bình thường hàng ngày ở học đường luôn là nỗi bức xúc cố nén của học sinh, thầy cô, phụ huynh, đại biểu Quốc hội và các nhà báo.